# Huang Qun
Huang Qun (kinesiska: 黃 群), född den 18 mars 1969, är en kinesisk gymnast.
Hon tog OS-brons i lagmångkampen i samband med de olympiska gymnastiktävlingarna 1984 i Los Angeles.